# 西比勒·施密特
西比勒·施密特（德語：Sybille Schmidt，1967年8月31日—），德国女子赛艇运动员。她曾代表德国参加1992年夏季奥林匹克运动会赛艇比赛，搭档比吉特·彼得、克斯廷·米勒和克里斯蒂娜·蒙特获得女子四人双桨金牌。